# Paul Kirchhof
Paul Kirchhof (Osnabrück, 21 febbraio 1943) è un magistrato e giurista tedesco.

## Carriera
Kirchhof ha conseguito il dottorato all'età di 25 anni avendo studiato legge a Friburgo e a Monaco. Divenne poi direttore dell'Istituto di diritto tributario (Institut für Steuerrecht) presso l'Università di Münster. Nel 1987 è stato nominato alla Corte costituzionale federale di Germania a Karlsruhe, dove è rimasto giudice fino al 1999. Ha poi assunto la posizione di professore presso l'Università di Heidelberg.
Durante la campagna elettorale federale del 2005, Angela Merkel, leader del CDU, ha annunciato che Kirchhof sarebbe stato ministro delle finanze se avesse formato un governo. Il cancelliere Gerhard Schröder derise con successo Kirchhof durante la campagna dell'SPD, definendolo "quel professore di Heidelberg".